# Zirkus Charles Knie

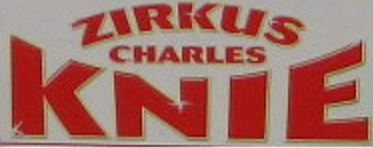
Signet des Zirkus Charles Knie

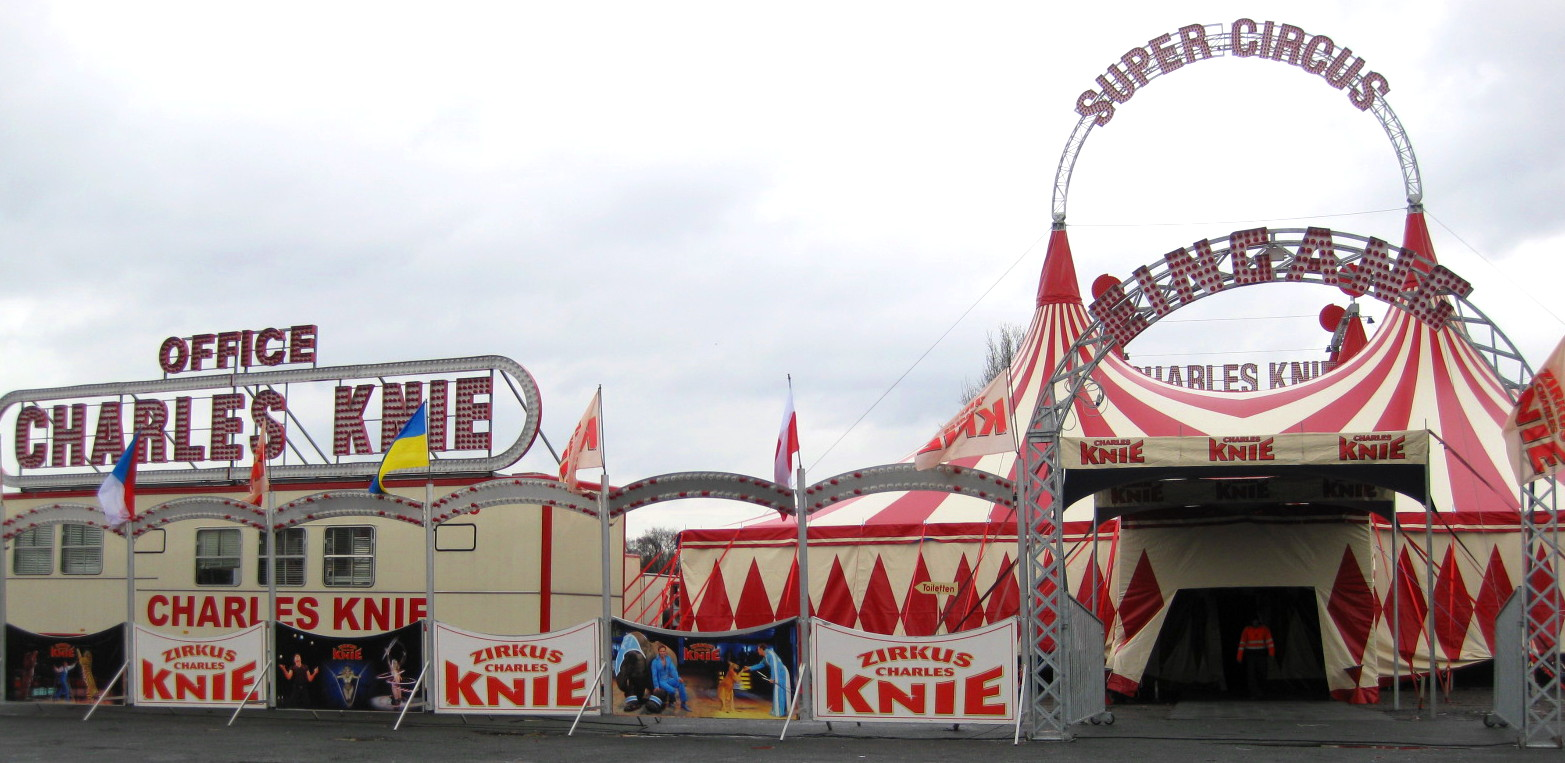
Der Zirkus Charles Knie im Februar 2010 in Osnabrück, Stadtteil Gartlage

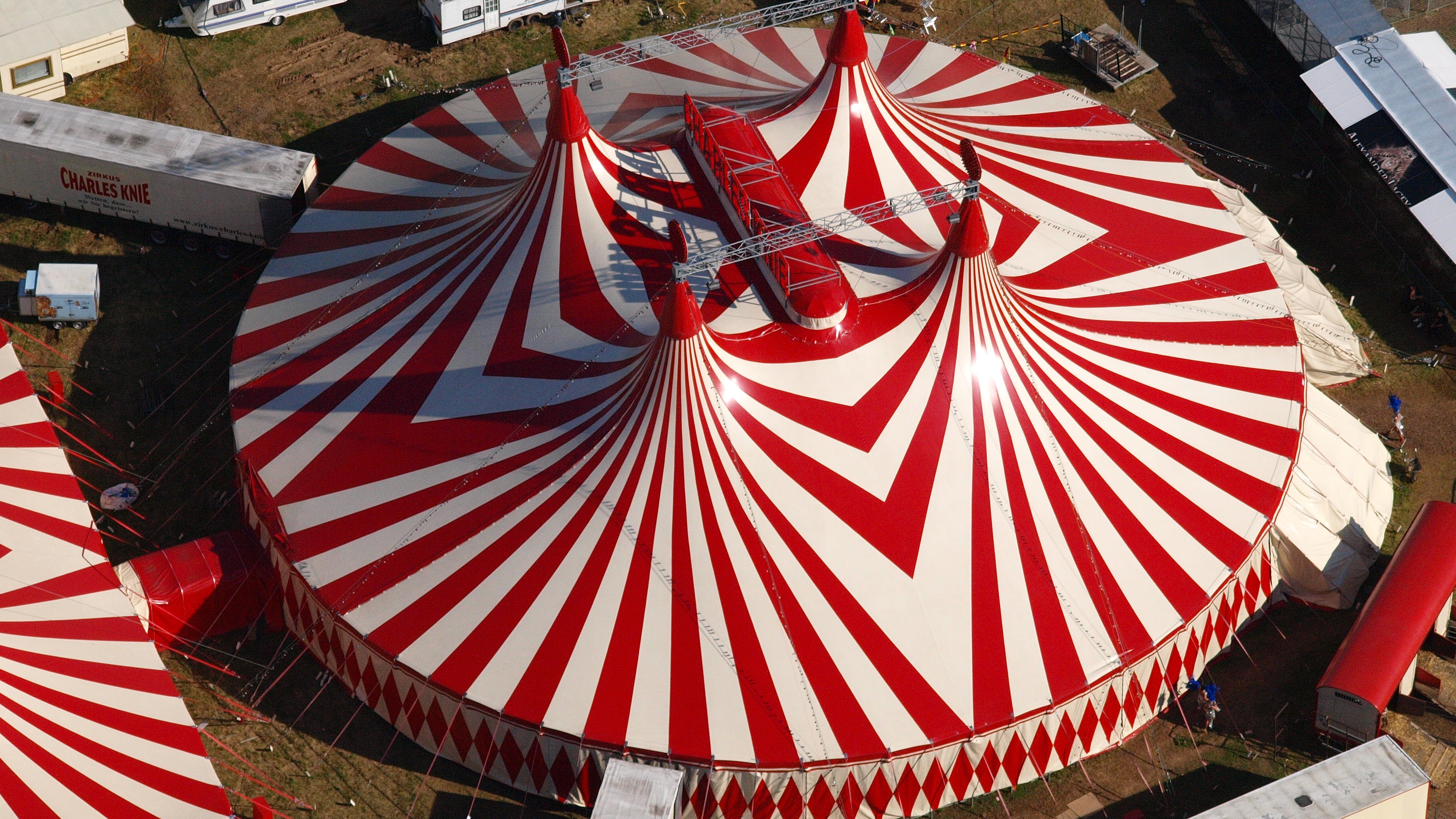
Zirkus Charles Knie, Luftaufnahme (2010)

Der Zirkus Charles Knie ist ein 1995 von Charles und Dorina Knie gegründeter deutscher Zirkus. Der Gründer entstammt der 1806 in Österreich begründeten Circus-Dynastie Knie. Aus ihr stammen auch die Gründer des Schweizer National Circus Knie sowie der österreichischen Zirkusse Circus Louis Knie und Circus Louis Knie junior.

## Geschichte
Friedrich Knie (sen.) war in der Donaumonarchie Leibarzt der Kaiserin Maria Theresia. 1784 wurde sein Sohn Friedrich in Erfurt geboren. Friedrich (1784–1850) gilt als Begründer der „Circus-Dynastie Knie“. Friedrich wollte wie sein Vater Arzt werden. 1803 brach er jedoch sein Medizinstudium ab. Die Darbietungen einer Kunstreitertruppe begeisterten ihn so sehr, dass er mit dieser mitziehen wollte.
1806 gründete er mit Akrobaten und eigenen Pferden eine eigenständige Künstlertruppe. Unter dem Namen „Wiener Seiltänzertruppe“ gastierten sie mit ihrer ungedeckten Arena in den Ländern der Donaumonarchie, Bayern, Baden, Preußen und in der Schweiz. In Innsbruck heiratete er 1807 Antonia Stauffer (1786–1833).
Nach Ende des Deutsch-Französischen Kriegs (1870–1871) baute sein Enkel Ludwig Knie (1842–1909) mit seiner Frau Marie Heim (1858–1936) die Arena wieder auf. Ludwig war oft und gerne mit seiner Truppe für Vorstellungen in der Schweiz. So stellte der gebürtige Wiener den Antrag auf Erteilung des Schweizer Bürgerbriefs. Am 26. Dezember 1900 wurden Ludwig, seine Frau und ihre fünf Kinder in die Gemeinde Gerlikon-Gachnang im Kanton Thurgau eingebürgert. So wanderte die dritte mit der vierten Generation Knie in die Schweiz aus.
Nach dem Zweiten Weltkrieg stand das nun als Schweizer National Circus Gebrüder Knie benannte Familienunternehmen unter der Leitung der fünften Generation. 1947 wurde Charles Knie, der Sohn von Eliane Knie (1915–2000) und Ehemann Jacky Lupescu (1919–2012), geboren. Charles wurde zum Bereiter ausgebildet. Bald machte er sich aber einen Namen als Fachmann für die Dressur von exotischen Tieren. Er war als Tierlehrer bei Gerd Siemoneit-Barum. Er dressierte den damals bekannten Nashorn-Bullen Tsavo und arbeitete bei verschiedenen Zirkussen, bis er sich mit seiner zweiten Ehefrau Dorina Fornaciari (* 1956) im Jahr 1995 seinen Zirkus Charles Knie aufbaute.
Die Administration befand sich in Leer (Niedersachsen) und in Papenburg; im Emsland (Niedersachsen) war ein Winterquartier.
In den ersten Jahren machte sich der Zirkus einen Namen als „magischer Zirkus“, da neben den Darbietungen in der Manege auf einer großen Varietébühne Großillusionen aufgeführt wurden.
Die Tierdarbietungen wurden ausschließlich von Charles, seiner Frau und ihren Kindern Clinton (* 1983) und Deborah-Katharina (* 1993) präsentiert. An jedem Programm waren auch internationale Artisten mit ihren Darbietungen beteiligt.

## Eigentümerwechsel im Jahr 2006
Im Jahr 2006 verkaufte die Familie Knie ihren Zirkus und zog nach Australien, um dort einen Tierpark aufzubauen. Unter dem Namen Parrot Garden and Cafe führten sie den Betrieb bis Ende 2013. Von Januar 2014 bis August 2016 war Familie Silvia Spoerl mit den Vorbereitungen für einen geplanten Neustart beschäftigt.

Neues Logo des Zirkus Charles Knie

Charles Knie verkaufte seinen Zirkus an den Groß- und Außenhandelskaufmann Sascha Melnjak. 2007 startete Melnjak seine erste Tournee mit dem reorganisierten Zirkus Charles Knie. In kurzer Zeit stand der Zirkus wirtschaftlich auf soliden Beinen. Der komplette Fuhrpark wurde ausgewechselt und 2008 ein neues Zelt mit 38,5 Metern Durchmesser vom italienischen Hersteller Scola Teloni angeschafft. Neben verschiedenen internationalen Artisten und Dresseuren wurde der britische Raubtierlehrer Alexander Lacey mit seinen Löwen und Tigern engagiert.
Seit 2010 wurde das Programm modernisiert und in eine große Zirkus-Revue verwandelt. Seither werden die Vorstellungen jährlich durch rund 500.000 Zirkusfreunde besucht.
Im Jahr 2012 kaufte Sascha Melnjak das ehemalige Winterquartier des Circus Barum in Volksen, um es als Firmensitz zu nutzen.
Jährlich werden ungefähr 50 Städte in Deutschland bereist. Mit fast 100 Mitarbeitern, über 100 Tieren und mehr als 200 Fahrzeugen ist der Zirkus Charles Knie einer der drei Groß-Zirkus-Betriebe Deutschlands.
In unregelmäßigen Abständen gibt der Zirkus Charles Knie auch Benefiz-Vorführungen. Die Gay-Circus-Night (moderiert von Marlene Deluxe) fand im Juli 2013 zum achten Mal statt.

## Auszeichnungen
Im Herbst 2008 wurde Direktor Sascha Melnjak mit dem neu geschaffenen Zukunftspreis der Gesellschaft der Circusfreunde e. V (GCD) ausgezeichnet.

## Kritik

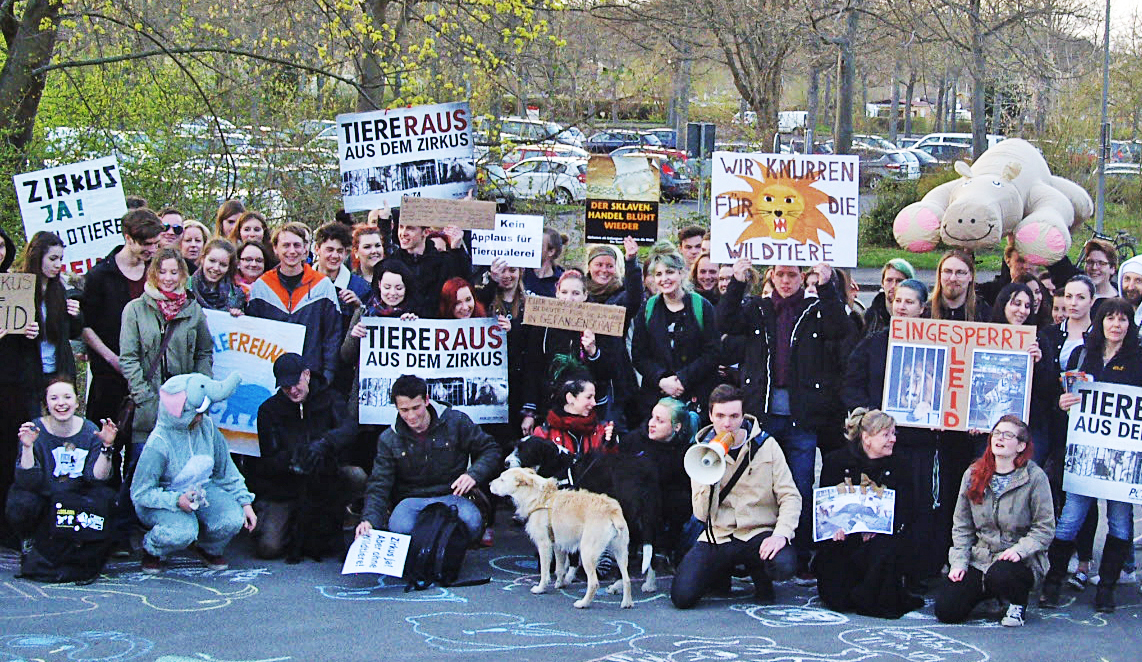
Protest gegen Wildtierhaltung bei einem Gastspiel des Zirkus Charles Knie in Göttingen, April 2015

Die Tierrechtsorganisation PETA Deutschland warf dem Zirkus 2012 „einen rücksichtslosen und tierquälerischen Umgang“ mit den Tieren vor. Durch unnötig lange Standzeiten in den Transportern würden die Tiere leiden. Der Zirkus Knie entgegnete, dass die Haltungs-, Pflege- und Dressurbedingungen in den vergangenen Jahren stets optimiert wurden.
Anfang 2015 sahen sich die knapp 100 Mitarbeiter des Zirkus in jeder zweiten Stadt mit Protesten konfrontiert. Anlässlich eines Gastspiels 2015 in Göttingen protestierte ein Bündnis „Zirkus ohne Wildtiere“. Auch aus der Göttinger Kommunalpolitik kamen kritische Stimmen.
Die Zirkusleitung wehrte sich auch hier gegen die Vorwürfe und verwies darauf, dass die Transportwagen ausreichend Bewegungsraum bieten und im Zirkusbetrieb das Fixieren der Elefanten zwischen 23 und 8 Uhr in Deutschland vorgeschrieben sei. Im Zirkus gebe es keine in freier Wildbahn gefangenen Tiere, sie stammten alle aus Nachzuchten. Die Göttinger Verwaltung hatte bereits einige Jahre vorher mit Hinweis auf die Rechtslage empfohlen, kein Verbot von Zirkusauftritten mit Wildtieren auszusprechen.
Im Tourneeprogramm des Zirkus Charles Knie kommen im Jahr 2022 keine Wildtiershows vor, allerdings werden Hunde- und Papageiendressuren gezeigt. Verstärkt wird hier mit Wassershows und Artistik gearbeitet. Im Circus-Land von Charles Knie, einem Vergnügungspark mit Zoo- und Showelementen in Einbeck-Volksen, werden unter anderem Raubtierdressuren aufgeführt.